# Тьялінг Купманс
Тьяллінг Чарльз Купманс (нід. Tjalling Charles Koopmans; 28 серпня 1910, c-Ґрейвленд, Нідерланди — 26 лютого 1985, Нью-Гейвен, Коннектикут, США) — голландський та американський економіст. Лауреат Нобелівської премії з економіки 1975 року.

## Біографія
Тьяллінг Чарльз Купманс народився в сім'ї вчителів. У 14 років одержав стипендію, яка дала йому можливість з 1927 по 1933 р. вивчати в Утрехтському університеті математику та теоретичну фізику. Згодом під враженням від наслідків Великої депресії віддав перевагу економіці.
З 1934 р. в Амстердамському університеті під керівництвом нідерландського математика-економіста Яна Тінбергена вивчає праці видатних теоретиків загальної рівноваги, таких, як Густав Кассель і Кнут Вікселль. У 1935 році Купманс перебував 4 місяці в Осло, працюючи зі знаменитим математиком-економістом й економетриком Рагнаром Фрішем. Докторський ступінь він отримав у Лейденському університеті у 1936 році за дисертацію «Лінійний регресивний аналіз економічних часових рядів» («Linear Regression Analysis of Economic Time-Series»).
У 1936 р. Купманс одружився з Труус Ваннінген, з якою навчався в Амстердамі. У них були дві дочки та син.
З 1936 по 1938 р. Купманс викладав економіку і займався науково-дослідницькою роботою в Нідерландській школі економіки в Роттердамі.
У 1938 році він заміняє Тінбергена у Лізі Націй як експерт з питань грошового обігу та працює там над моделлю економічного циклу для Великої Британії. Купманс перебував у Женеві доти, поки у 1940 році Німеччина не окупувала південні департаменти Франції, після чого він переїжджає до Сполучених Штатів (1940), де в 1946 р. отримав громадянство. Протягом тривалого часу вчений викладав у Нью-Йоркському, Чиказькому, Гарвардському університетах.
У період 1944—1945 рр. за дорученням англо-американської об'єднаної ради з регулювання мореплавання розробив план торгового мореплавання. Саме ця практична робота — зведення в єдину вичерпну схему інформації про втрати, нове будівництво та використання кораблів союзників — стала вагомим внеском в економічний аналіз.
Завдяки зусиллям Купманса було організовано першу спеціальну конференцію з лінійного програмування, що відбулася 20-24 червня 1949 р. в Чикаго.
Тривалий час Купманс був членом Економетричного товариства США, а в 1950 р. обирався президентом Міжнародного Економетричного товариства.
Впродовж 1955—1981 рр. працював професором Єльського університету.

## Титули
Купманс був членом Нідерландської королівської академії наук, Американського математичного товариства, Інституту наук управління, Товариства математичного програмування, Американської асоціації підтримки розвитку наук, Міжнародної асоціації економістів у галузі енергетики та Американської економічної асоціації.
Йому були присвоєні почесні учені ступені Нідерландської школи економіки, Лувенського католицького, Північно-Західного та Пенсильванського університетів.

## Внесок в науку
Вченому належать важливі досягнення в розробці теорії капіталу, дослідження операцій, в статистичній оцінці параметрів в економіко-математичних моделях. Великі успіхи математичної статистики в 40-х і 50-х роках пов'язані також з його ім'ям.
В 60-ті та 70-ті роки Купманс зробив чимало в дослідженні проблеми економічного зростання.
У 1975 р. за розвиток теорії оптимального розподілу ресурсів Купмансу разом з Л. Канторовичем було присуджено Нобелівську премію з економіки. 1978 р. Купманса було обрано президентом Американської економічної асоціації.
З 1981 р. — почесний професор Єльського університету. Да самої смерті вчений брав активну участь у діяльності різних наукових товариств і громадських організацій.

## Основні роботи
- «Статистичне ув'язнення в динамічних моделях економіки» (Statistical inference in dynamic economic models, 1950);
- "Три есе про стан економічної науки "(Three Essays on the State of Economic Science, 1957).
- "Наукові праці Тьяллінга Купманса "(Scientific papers of Tjalling C. Koopmans, v. 1-2, 1970—1985) та ін.
- «Аналіз видів діяльності при виготовленні і розподіл продукції» (Activity analysis of production and allocation, 1951).